# Sent Gèrman de Salembre
Sent Gèrman de Salembre (en francès Saint-Germain-du-Salembre) és un municipi francès situat al departament de la Dordonya i a la regió de la Nova Aquitània.

## Demografia
| 1962                                       | 1968 | 1975 | 1982 | 1990 | 1999 | 2007 |
| ------------------------------------------ | ---- | ---- | ---- | ---- | ---- | ---- |
| 823                                        | 790  | 837  | 837  | 787  | 763  | 827  |
| Des de 1962: població sense dobles comptes |      |      |      |      |      |      |

## Administració
| Període   | Identitat        | Partit        |
| --------- | ---------------- | ------------- |
| 1972-2008 | André Daix       | PCF           |
| 2008-     | Jean-Yves Rohart | Divers gauche |